# Andrzej Karol Teisseyre
Andrzej Karol Teisseyre (ur. 11 listopada 1938 we Lwowie, zm. 30 listopada 1991 we Wrocławiu) – polski geolog, profesor Uniwersytetu Wrocławskiego.
Głównymi tematami badawczymi Andrzeja Teisseyre był dolny karbon w Sudetach, zwłaszcza sedymentologia tego oddziału oraz współczesne i kopalne systemy rzeczne w górach.

## Życiorys
Syn profesora Henryka Teisseyre. Od 1957 studiował geologię w Instytucie Nauk Geologicznych Uniwersytetu Wrocławskiego, którą ukończył w 1963. Po studiach pracował we wrocławskim Zakładzie Nauk Geologicznych PAN, gdzie w 1967 uzyskał doktorat na podstawie pracy Charakterystyka sedymentologiczna najniższego kulmu lądowego w północnej części niecki śródsudeckiej. W 1976 uzyskał habilitację na Uniwersytecie Jagiellońskim i od tego roku został wykładowcą w swej macierzystej uczelni wrocławskiej. Członek Polskiego Towarzystwa Geologicznego. Pochowany na Cmentarzu Grabiszyńskim we Wrocławiu.

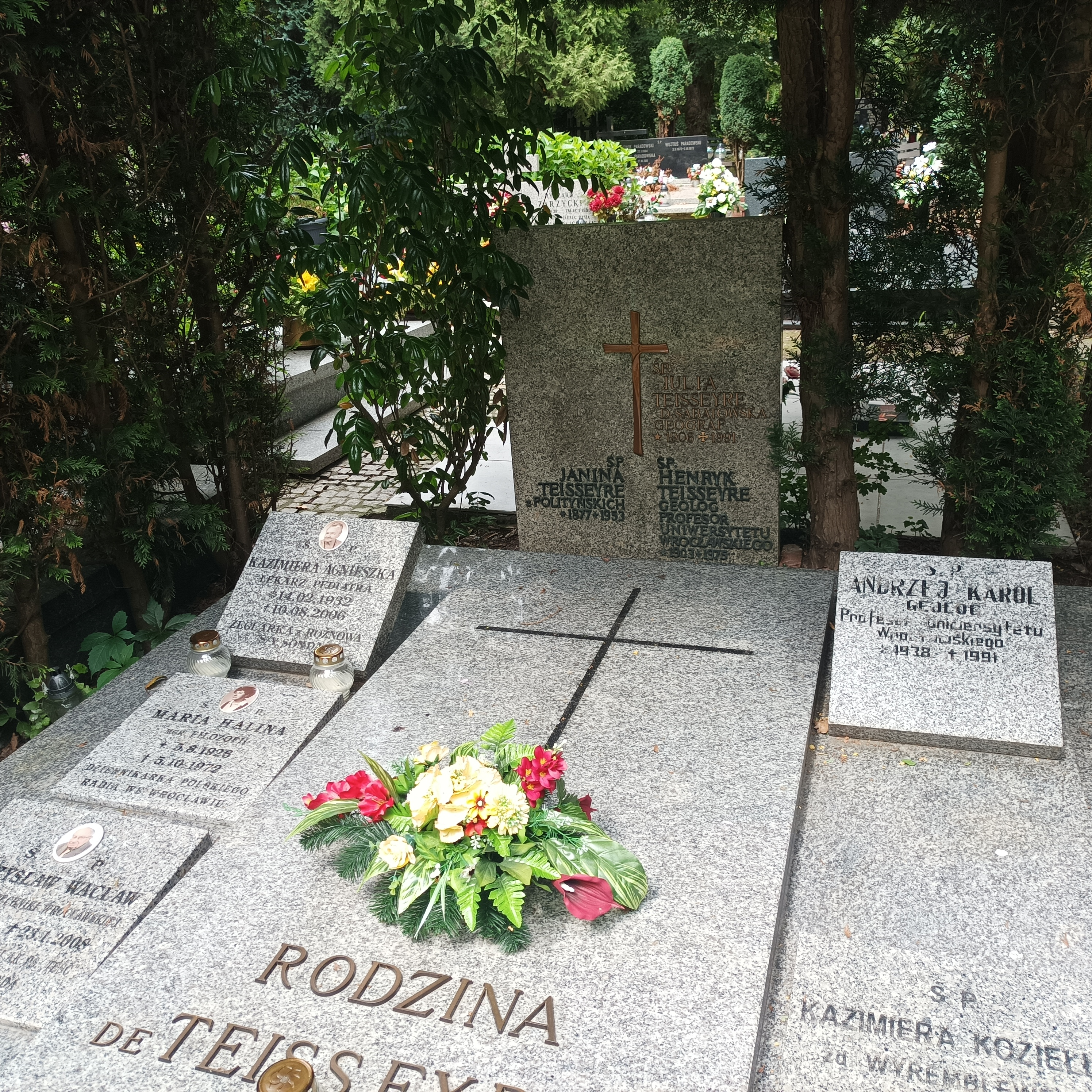
Grób prof. Andrzeja Karola Teisseyre'a na Cmentarzu Grabiszyńskim

## Wybrane publikacje
- Andrzej Karol Teisseyre. Klasyfikacja rzek w świetle analizy systemu fluwialnego i geometrii hydraulicznej. Prace Geol.-Mineralog., nr 22, 1991.
- Andrzej Karol Teisseyre. Epizodyczne koryta a rozwój suchych dolin w krajobrazie rolniczym. Prace Geol.-Mineralog., nr 31, 1992.